# 昌溪村
昌溪村是安徽省南部歙县东南昌溪乡的一个村。2019年1月21日公布为第七批中国历史文化名村。
昌溪原名沧溪，创建于唐代。南宋绍兴年间，吴姓迁来定居，更名曰“昌溪”。明清时期，昌溪号称“歙南第一村”，千灶万丁走天下。荣归故里的吴钧胜、周友仲等徽商捐资兴建乐众多建筑。这里还培养了吴天金、吴鸿元、吴象嵩、吴鸿亮、吴承仕等文化名人。
昌溪村拥有以下文物保护单位：
- 员公支祠，清，全国重点文物保护单位，编号7-1065
- 昌溪周氏宗祠（周邦头自然村），清，全国重点文物保护单位，编号7-1066
- 昌溪太湖祠，清，全国重点文物保护单位，编号8-0320-3-123
- 昌溪庙坦及水口，元明清，安徽省文物保护单位，编号6-43
- 忠烈庙，明，歙县文物保护单位
- 姚氏贞节坊，清，歙县文物保护单位